# Thrixspermum warianum
Thrixspermum warianum är en orkidéart som beskrevs av Rudolf Schlechter. Thrixspermum warianum ingår i släktet Thrixspermum och familjen orkidéer. Inga underarter finns listade i Catalogue of Life.